# Gefecht von Trekkopje
1914

Maritz-Rebellion – Naulila – Sandfontein
1915

Kakamas – Trekkopje – Sam Khubis – Otavifontein
Das Gefecht von Trekkopje am 26. April 1915 war ein deutscher Angriff auf die von südafrikanischen Truppen gehaltene Bahnstation Trekkopje während des Südwestafrikafeldzugs des Ersten Weltkriegs. Das Gefecht gilt als letzte Offensivaktion der Schutztruppe für Deutsch-Südwestafrika und markierte den ersten Einsatz gepanzerter Radfahrzeuge bei einer Militäraktion auf dem afrikanischen Kontinent.

## Vorgeschichte
Ein Kontingent südafrikanischer Truppen war von der britischen Enklave Walvis Bay aus vorgestoßen und hatte am 14. Januar 1915 das unverteidigte Swakopmund besetzt.  Die weitere Planung sah vor, entlang der Otavibahn weiter in das Landesinnere vorzugehen und die deutsche Kolonie somit vollständig zu besetzen. Im März wurden zur Unterstützung der Truppen insgesamt zwölf Rolls-Royce Panzerwagen (englisch Armoured Cars) der Royal Naval Armoured Car Division dorthin eingeschifft. Der Verband gehörte dem Royal Naval Air Service an und war eigentlich zum Schutz von Feldflugplätzen des Royal Flying Corps in Europa vorgesehen. Die Number One Squadron kommandiert von Lieutenant Commander Whittal sollte nun aber im Wüstenkrieg erprobt werden.
Eingesetzt wurden die Panzerwagen zunächst bei der 3. Infanterie-Brigade unter Oberst P.C.B. Skinner. Die Einheit hatte den Auftrag, südafrikanische Pioniere zu schützen, die die von den Deutschen gesprengte und verminte Otavibahn zwischen Swakopmund und Usakos wiederherstellen sollten.
Die Schutztruppe unter Major Ritter und Oberstleutnant Franke hielt sich östlich von Usakos, bei Kilometer 124 der Bahnstrecke Swakopmund–Karibib, auf und war durch die Luftaufklärung von Leutnant Alexander von Scheele, der mit seinem Aviatik–Doppeldecker vom Landeplatz Usakos startete, über die Feindbewegungen informiert.

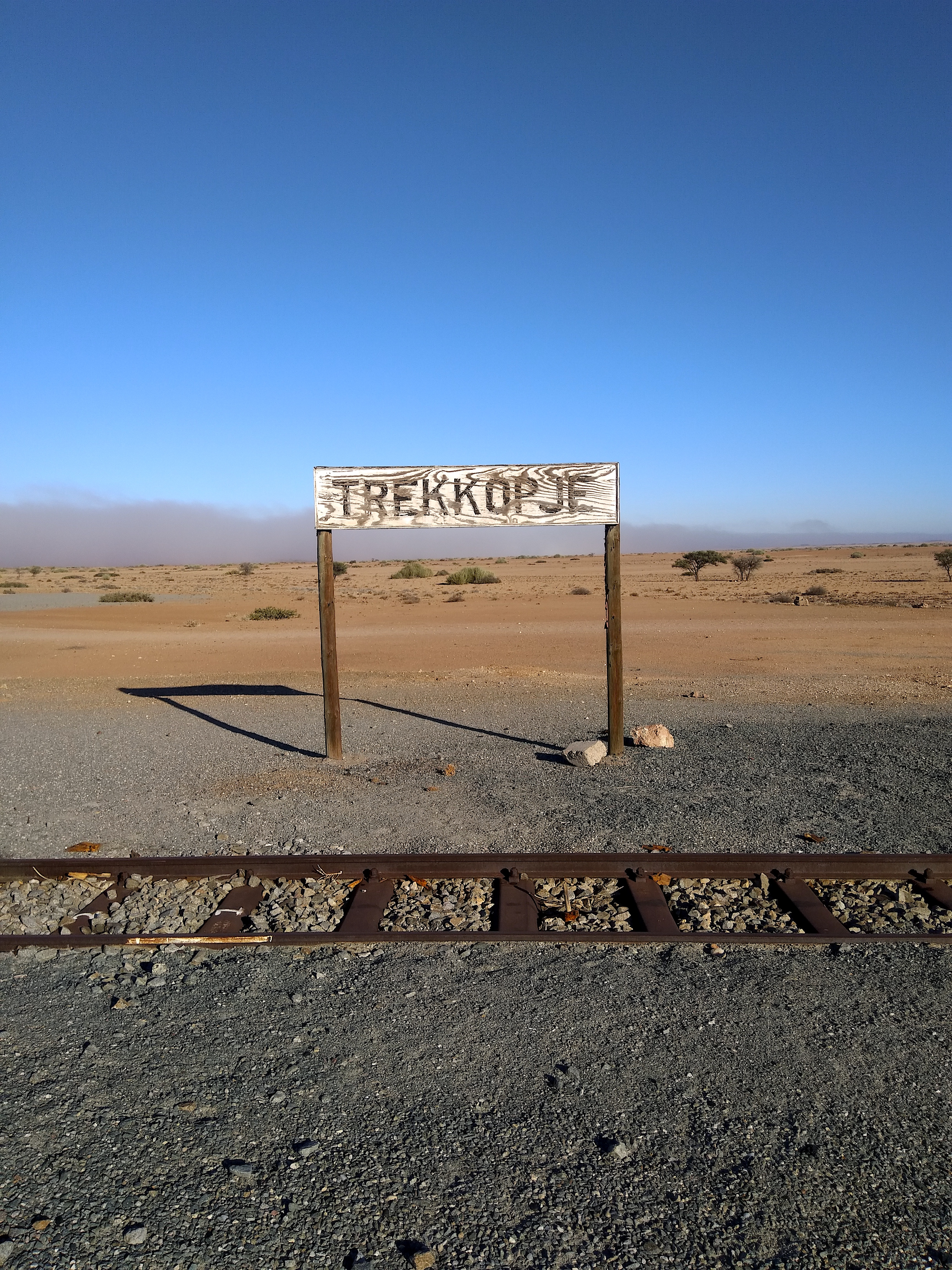
Bahnstation Trekkopje

## Das Gefecht

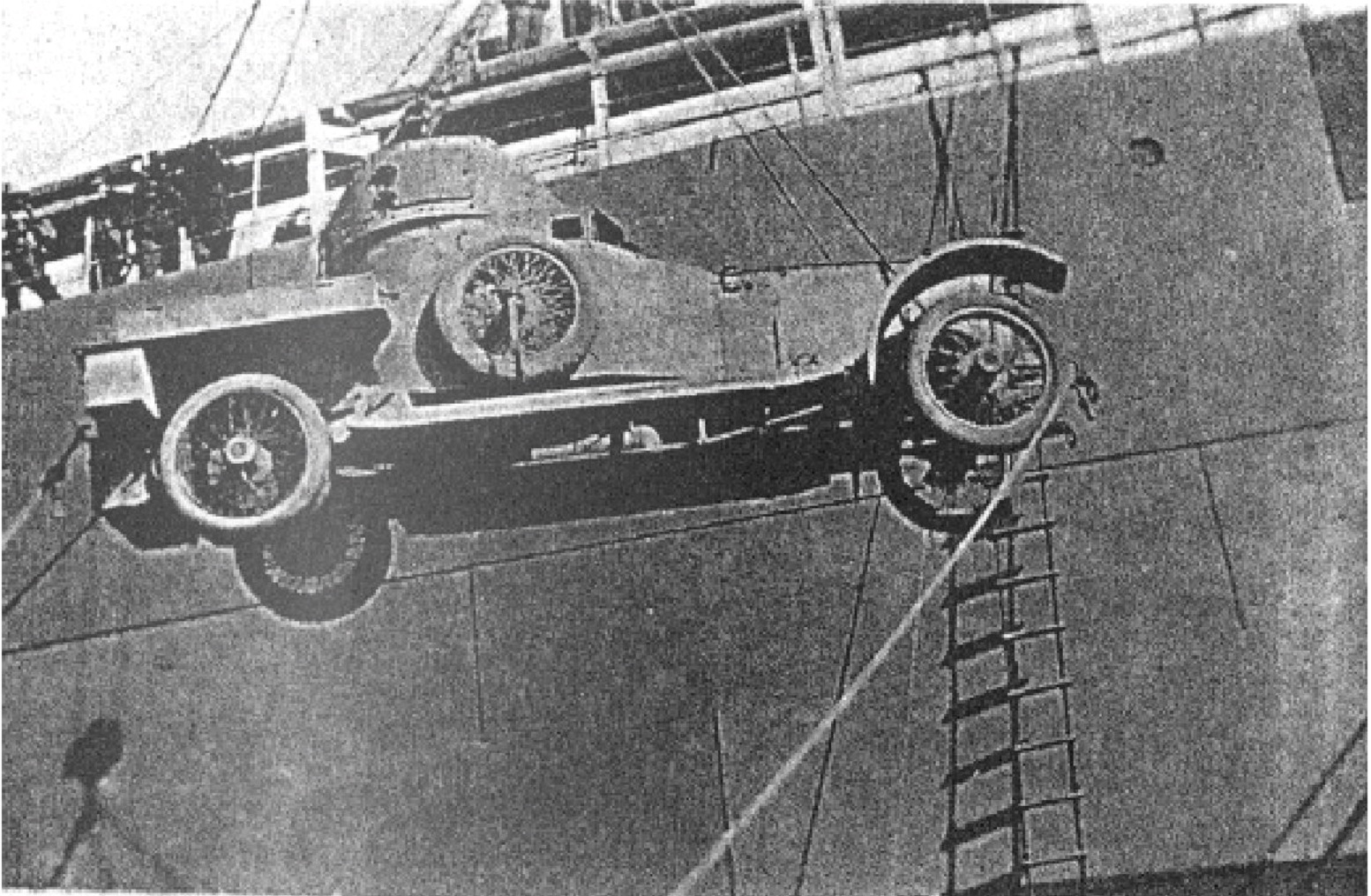
Entladung von Rolls-Royce Panzerwagen im Hafen von Walvis Bay

Etwa am 23. April klärte Scheele südafrikanische Truppen in Arandis, etwa 25 km von Trekkopje entfernt, auf. Major Ritter entschloss sich daraufhin, die Bahnlinie erneut durch eine Sprengung zu unterbrechen und danach das Camp der Südafrikaner in Trekkopje anzugreifen.
Der südafrikanische Kommandeur Skinner mutmaßte, dass die Deutschen Aktionen planten, und entschied, mangels eigener Luftaufklärung, Patrouillen zur Aufklärung zu entsenden. So kamen sich in der Nacht vom 25. April deutsche und alliierte Patrouillen bis auf Hörweite nahe. Die Südafrikaner erkannten die deutschen Truppenbewegungen und zogen sich schnell in ihr Camp zurück, in dem sich nun außer neun Panzerwagen unter Whittals noch das 2. Transvaal Scottish Regiment und das 2. Kimberley Regiment, allerdings keine Artillerie, befanden. Als Verstärkung forderte Skinner aus Arandis das 1. Rhodesia Regiment und aus Swakopmund Artillerie an. Beide Verstärkungen mussten allerdings erst per Zug verlegt werden. Als Vorbereitung auf den Angriff hatten die südafrikanischen Infanteristen einen Schützengraben ausgehoben. Die Panzerwagen wurden zum Schutz der Infanterie in dem Graben längs zu diesen aufgestellt.
Gegen 6 Uhr morgens detonierten die deutschen Sprengsätze an den Gleisen, die von Trekkopje aus nach Norden führten. Gerade als das Rhodesien-Regiment eintraf, begann der deutsche Artilleriebeschuss auf das Camp. Da Ritter glaubte, den Gegner überrascht zu haben, ließ er kurz darauf mit dem Bajonett einen Sturmangriff auf das Lager ausführen, der jedoch im konzentrierten Abwehrfeuer von südafrikanischer Infanterie und Panzerwagen liegen blieb. Die Anwesenheit der Panzerwagen erwies sich als großer Vorteil, da die Deutschen über keinerlei Bewaffnung verfügten, um die Fahrzeuge zu zerstören. Auch weitere Attacken blieben somit ohne Erfolg, sodass Ritter am späten Vormittag den Angriff abbrechen ließ und sich zurückzog. Gegenangriffe der Südafrikaner blieben, durch die deutsche Artillerie gedeckt, ebenso ohne Erfolg, sodass ein planvoller Rückzug der Schutztruppe gelang.
Das Gefecht wurde von Scheele aus der Luft beobachtet, ohne das dieser in die Kämpfe eingriff.

## Nachwirkungen

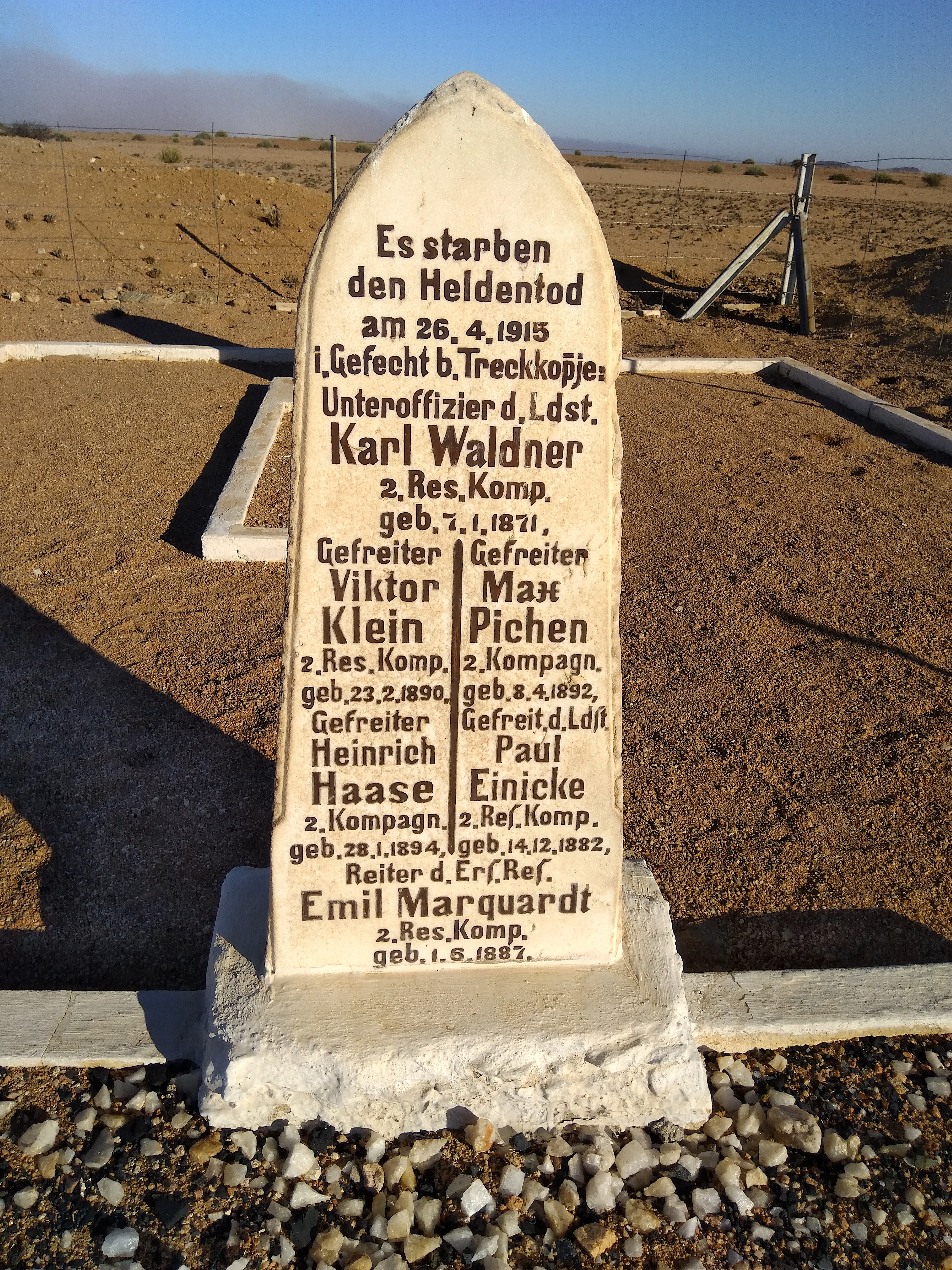
Friedhof in Trekkopje

Nach dem Gefecht, dass die letzte Offensivaktion der Schutztruppe in Deutsch-Südwestafrika markierte, konnten die Südafrikaner unter General Botha ihren Vormarsch relativ unbehelligt entlang der Otavibahn fortsetzen. Bereits kurze Zeit nach dem Gefecht, erreichten die Truppen das 300 Kilometer entfernte Otjiwarongo. Obwohl keine Seite schwere Verluste erlitt, demoralisierte die Niederlage die Schutztruppe stark. Für den Rest des Feldzuges blieben die Deutschen in der Defensive und wurden immer weiter zurückgedrängt, bis sich der Hauptkörper einige Monate später nach der Schlacht von Otavi endgültig ergab.
Das Gefecht war gleichsam auch der letzte Einsatz von Scheeles Doppeldecker. Dieser ging kurz darauf durch einen schweren Unfall verloren.
Sechzehn Gefallene des Gefechts liegen auf dem Friedhof von Trekkopje (englisch Trekkopje Cemetery; 22° 28′ 8″ S, 15° 10′ 2″ O) begraben.